# Stagione 1973-1974 di snooker
La stagione 1973-1974 di snooker è la 6ª edizione di una stagione di snooker. Ha preso il via il 23 luglio 1973 ed è terminata l'11 maggio 1974, dopo cinque tornei professionistici non validi per la classifica mondiale (due in meno della stagione precedente).

## Calendario

### Main Tour
| N° | Date di gioco                   | Torneo                               | N° edizione | Città       | Impianto          | Vincitore      | Finalista    | Risultato    | Note  |
| -- | ------------------------------- | ------------------------------------ | ----------- | ----------- | ----------------- | -------------- | ------------ | ------------ | ----- |
| 1  | dal 23 luglio al 22 agosto 1973 | Australian Professional Championship | 12ª         | Wagga Wagga | Wagga RSL Club    | Eddie Charlton | Gary Owen    | 31–10        | [ 2 ] |
| 2  | dal 24 al 29 novembre 1973      | Norwich Union Open                   | 1ª          | Londra      | Piccadilly Hotel  | John Spencer   | John Pulman  | 8–7          | [ 3 ] |
| 3  | gennaio 1974                    | Pot-Black                            | 6ª          | Birmingham  | BBC Studios       | Graham Miles   | John Spencer | 1–0 (147-86) | [ 4 ] |
| 4  | dal 16 al 25 aprile 1974        | Campionato mondiale                  | 43ª         | Manchester  | Belle Vue Stadium | Ray Reardon    | Graham Miles | 22–12        | [ 5 ] |
| 5  | dal 4 all'11 maggio 1974        | Pontins Professional                 | 1ª          | Prestatyn   | Pontins           | Ray Reardon    | John Spencer | 10–9         | [ 6 ] |